# Стивенс, Кэтрин
Кэтрин Стивенс, в замужестве графиня Эссекс (англ. Catherine Stephens; 18 сентября 1794[…], Лондон — 22 февраля 1882[…], Лондон) — британская оперная певица (сопрано).
Дочь багетного мастера. Проявив, как и её старшие сёстры, вокальную одарённость, в 1807 году была отдана в обучение работавшему в Лондоне итальянскому музыкальному педагогу Джезуальдо Ланца, под руководством которого занималась шесть лет. По инициативе наставника начала петь на концертах в британских курортных городах, в 1812 году дебютировала в маленьких партиях на оперной сцене, в итальянской гастрольной труппе Терезы Бертинотти. Некоторое время занималась также под руководством певца и композитора Томаса Уэлша.
В 1813 году Стивенс впервые появилась на сцене театра Ковент-Гарден, выступив с огромным успехом в партии Манданы в опере Г. Р. Бишопа «Артаксеркс». В Ковент-Гардене Стивенс выступала до 1822 года и затем вновь с 1828 года до ухода со сцены в 1835 году, в промежутке (несколько менее успешно) в 1822—1828 гг. была солисткой театра Друри-лейн. Она также участвовала в различных фестивальных и концертных выступлениях.
В 1838 году 43-летняя Стивенс вышла замуж за овдовевшего тремя месяцами раньше 80-летнего графа Эссекса. Муж умер через год, оставив её вдовой на оставшиеся 43 года жизни.